# Cortile rustico (Filippini)
Cortile rustico è un dipinto a olio, realizzato nel 1883 dal pittore italiano Francesco Filippini.

## Descrizione
Il dipinto ha le dimensioni di 43,5 x 73,5 centimetri e fa parte della collezione della Galleria d'arte moderna di Novara. Il Cortile Rustico è accostabile all’opera Sera d'autunno della Galleria Giannoni (Inv. 425), ragione per la quale si attribuisce una stessa datazione.